# Erioptera (Erioptera) laticrista
Erioptera (Erioptera) laticrista is een tweevleugelige uit de familie steltmuggen (Limoniidae). De soort komt voor in het Palearctisch gebied.